# Lankesteria glandulosa
Lankesteria glandulosa är en akantusväxtart som beskrevs av Raymond Benoist. Lankesteria glandulosa ingår i släktet Lankesteria och familjen akantusväxter. Inga underarter finns listade i Catalogue of Life.